# Anton Nyström
Anton Kristen Nyström (Gotemburgo, 15 de febrero de 1842 - Estocolmo, 17 de junio de 1931) fue un médico, conferencista, educador y escritor sueco. Fue el fundador del Stockholms arbetareinstitut («Instituto de los trabajadores de Estocolmo») en 1880.

## Biografía
Era hijo del comerciante al por mayor Lars Fredrik Nyström y de su esposa Carolina Kristina Silfverstolpe. Nyström estudió en Upsala a partir de 1860 y tras sus estudios allí y en el Instituto Karolinska, consiguió su título de doctor en Medicina en Lund en 1868.
Fue asistente de cirujano militar en 1864 durante la Guerra de los Ducados entre Alemania y Dinamarca. En 1866 y de 1868 a 1869 estudió en el extranjero y finalmente se instaló en Estocolmo. Allí trabajó de médico especializándose en enfermedades de la piel y mentales. Posteriormente, tuvo una relación romántica con Pontus Wikner.
Se interesó por las enseñanzas sociales, políticas y religiosas del positivismo, dedicándose a extender esas ideas a través de la enseñanza. En 1879 fundó en Estocolmo una comunidad positivista, de la que era director. La comunidad trataba de aplicar los principios generales de Auguste Comte, pero evitando los elementos más extremos de su sistema. A partir de esos principios, que implican la obligación de «vivir para los demás» y el «trabajo a favor de la consolidación del orden y el avance de cosas a través de medios morales», Nyström participó en los movimientos democráticos de la capital sueca en la década de 1880.
Para luchar contra el alcoholismo, el comportamiento asocial, la criminalidad y la influencia de agitadores extremistas entre la clase trabajadora, impulsado por el convencimiento de la necesidad de la educación pública, creó en octubre de 1880 el Stockholms arbetareinstitut («Instituto de los trabajadores de Estocolmo»). Nyström fue su director desde el principio hasta mayo de 1908 y trabajo incansablemente para su mantenimiento. El Instituto se convirtió en el germen del movimiento de enseñanza popular de la ciencia en Suecia, de forma que el estado ya subvencionaba en 1913 540 centros con 270.000 SEK, a la vez que los ayuntamientos e individuos donaban una cantidad similar a la del gobierno.
Nyström defendía sus puntos de vista con energía en escritos, en la prensa, en congresos, en conferencias, en discusiones, etc. Defendía la formación de sindicatos, la libertad de culto, la separación Iglesia-Estado, la abstinencia del alcohol, una defensa segura para el país y la lucha de los valores materialistas y del odio para avanzar hacia el socialismo. Nyström fue el primero que defendió por escrito la legalización de la homosexualidad en Suecia. Hacia el final de su vida publicó algunos panfletos antisemitas.

## Escritos
- Om foten och den riktiga formen på skodon (1867),
- Om cretinism och idioti (1868),
- Teoretiska och praktiska uppsatser öfver hudåkommorna (1870),
- Om sinnesrubbning etc. (1878),
- Positivismen. En systematisk framställning etc. (1879),
- Samhälliga tidsfrågor (9 cuadernos, 1879-1881),
- Om äktenskapet, pauperismen och prostitutionen (1885),
- Allmän kulturhistoria (6 tomos, 1885-1893; nueva ed. en 4 tomos 1901-04),
- Socialismens omöjlighet (1892),
- Om sinnessjukdomar och hospitalsvård jämte antydningar om sinnessjukas rättsliga skydd (1895),
- Uppkomsten af kortskallar och långskallar (1898),
- Brott och försoning, eller väldet och rätten i nationernas lif (1899),
- Karl XII och sammansvärjningen mot hans envälde och lif (1900),
- Striderna om Östra Europa mellan Ryssland, Polen och Sverige (1901),
- Elsass-Lothringen und die möglichkeit einer deutsch-französischen allianz (1904),
- Könslifvet och dess lagar (1904; 4ª ed. 1912),
- Könslifvets problem (1905),
- Tankar om Unionskrisen (1905),
- Kristendomen och den fria tanken (1908),
- Kärlekslifvet och hälsan (1910),
- 606, Ehrlich-Hata-medlet (1910),
- Fattigdom och barnalstring (1911),
- Judarne förr och nu samt judefrågan i östra  Europa (1918),
- Första världskriget|Världskatastrofen och medlen till mänsklighetens räddning (1922)